# Tolomako
Le tolomako (ou Big Bay ou marina ou tolomako-jereviu) est une langue océanienne parlée au Vanuatu par 900 locuteurs sur la côte de la grande baie du nord Espiritu Santo (Big Bay). Il présente de petites différences dialectales.

## Origines
Le tolomako est différent du sakao, une langue voisine qui, bien qu’issue d’un même ancêtre commun, a subi des modifications phonologiques considérables, empêchant toute intercompréhension. Voici par exemple un tableau de comparaison :
| Sens     | Sakao | Tolomako |
| -------- | ----- | -------- |
| pou      | nøð   | na ɣutu  |
| poulet   | nɔð   | na toa   |
| quatre   | jɛð   | βati     |
| souffler | hy    | suβi     |